# Ecological Complexity
Ecological Complexity — квартальний оглядовий науковий журнал, охоплює всі проблеми, що стосуються біокомплексності в природному середовищі і теоретичної екології з особливою увагою до статей, які інтегрують природні і соціальні процеси на різних рівнях просторово-часової інтеграції. Редактором-фундатором журналу був Bai-Lian (Larry) Li (University of California at Riverside). Нині журнал редагує Сергій Петровський (University of Leicester).

## Ресурси Інтернету
- Офіційний сайт

1. ↑  ERA 2010 journal list — Australian Research Council, 2010.
2. 1 2  The ISSN portal — Paris: ISSN International Centre, 2005. — ISSN 1476-945X